# Ivan Nikitovič Kožedub
Ivan Nikitovič Kožedub (ukrajinsko Іван Микитович Кожедуб, rusko Иван Никитович Кожедуб), ukrajinski maršal in letalski as, * 8. junij 1920, Obražijivka (Ukrajinska SSR, Sovjetska zveza), † 12. avgust 1991.
Kožedub je bil s 62 letalskimi zmagami najuspešnejši sovjetski letalski as druge svetovne vojne, najuspešnejši letalski as Sovjetskega vojnega letalstva vseh časov in tudi najuspešnejši zavezniški letalski as druge svetovne vojne. Zaradi svojih zaslug je bil tudi trikrat odlikovan z nazivom heroja Sovjetske zveze (4. februar 1944; 19. avgust 1944 in 18. avgust 1945).

## Življenje
Kožedub se je rodil 8. junija 1920 ukrajinski kmečki družini v vasi Obražijivka (v današnji Sumski oblasti na severu Ukrajine). 
Po končani osnovni šoli in kemično-inženirski tehniški šoli in opravljenem letalskem izobraževanju je leta 1940 vstopil v Rdečo armado. Naslednje leto je končal šolanje na Čugujivski vojaško-letalski pilotski šoli, kjer je nato ostal kot inštruktor
Zaradi začetka nemškega napada na Sovjetsko zvezo se je letalska šola umaknila v Centralno Azijo. Ker si je želel aktivno udeležiti vojne, je večkrat zaprosil za premestitev na fronto. Šele novembra 1942 so mu to omogočili in ga poslali v Ivanovo, kjer se je priključil 240. lovskemu letalskemu polku 302. jurišne letalske divizije. Marca 1943 je bila divizija dodeljena Voroneški fronti.
26. marca je poletel na svoj prvi bojni polet v letalu La-5; polet se je končal neuspešno. V spopadu je bilo letalo poškodovano in ob prihodu na letališče pa ga je obstreljevala še lastna protiletalska obramba; kljub vsem poškodbam je uspešno pristal. Posledično je mesec dni letel s starimi letali, dokler ni dobil novega La-5. Takrat je bil tudi dodeljen Stepski fronti. 6. julija 1943, med bitko pri Kursku, je dosegel svojo prvo zračno zmago, ko je sestrelil nemški Junkers Ju 87 Stuka. Naslednji dan je bil sam sestreljen, a 9. julija je uspel sestreliti dva lovca Me 109. Avgusta 1943 je bil imenovan za poveljnika eskadrilje.
Kot 1472. je 4. februarja 1944 prejel svoj prvi naziv heroja Sovjetske zveze za 146 bojnih poletov in 20 sestreljenih sovražnikovih letal.
Konec junija je zapustil frontno enoto in bil dodeljen šolskemu polku. Toda že avgusta 1944 je bil postavljen za namestnika poveljnika 176. gardnega lovskega letalskega polka, ki je bil opremljen z letali La-7; Kožedub je s tem tipom letala nato letel vse do konca vojne.
19. avgusta 1944 je prejel drugi naziv heroja Sovjetske zveze za opravljenih 256 bojnih poletov in 48 sestreljenih sovražnikovih letal.
15. februarja 1945 je uspel sestreliti tudi prvo reaktivno letalo - nemški lovec Me 262. Do konca druge svetovne vojne je tako opravil 330 bojnih poletov, sodeloval v 120 zračnih bojih in sam sestrelil 62 sovražnikovih letal. Poleg tega je sestrelil tudi dva ameriška lovca P-51, ki ga naj bi po njegovih besedah prva napadla.
Po vojni je 18. avgusta 1945 prejel svoj tretji naziv heroja Sovjetske zveze za izkazano vojaško profesionalnost in osebni pogum. Ostal je še vedno v Sovjetskem vojnem letalstvu. Leta 1949 je končal šolanje na letalski akademiji in leta 1956 še generalštabno akademijo »Vorošilov«. Med korejsko vojno je poveljeval 324. jurišni letalski diviziji, a so mu prepovedali, da bi sam letel. Med vojno so njegovi piloti sestreli 239 sovražnikovih letal.
Med letoma 1964 in 1971 je bil prvi namestnik letalskega poveljnika Moskovskega vojaškega okrožja. Od leta 1971 je nato služil v generalnem poveljstvu vojnega letalstva in od leta 1978 v skupini generalnega inšpektorja sovjetskega obrambnega ministrstva. Leta 1985 je bil povišan v maršala. Umrl je 8. avgusta 1991; pokopan je bil 12. avgusta v Moskvi.
Pokopan je na moskovskem pokopališču Novodeviči.

## Pregled vojaške kariere

### Napredovanja
- 18. avgust 1945 - major
- 1970 - generalpolkovnik
- 1985 - maršal letalstva

### Odlikovanja
- Heroj Sovjetske zveze (1944, 1944, 1945)
- Red Lenina (2)
- Red rdeče zastave (7)
- Red Aleksandra Nevskega
- Red domovinske vojne (2)
- Red rdeče zvezde (2)

## Dela
- Služim narodu (Служу родине, 1949)
- Zvestoba domovini(Верность отчизне, 1967)
- Napadam (1956)